# Futebol nos Jogos Pan-Americanos de 2015
Os torneios de futebol nos Jogos Pan-Americanos de 2015 foram realizados entre 11 e 26 de julho no Estádio Pan-Americano de Futebol, em Hamilton.

## Calendário
| Julho   | 7 | 8 | 9 | 10 | 11 | 12 | 13 | 14 | 15 | 16 | 17 | 18 | 19 | 20 | 21 | 22 | 23 | 24 | 25 | 26 |
| ------- | - | - | - | -- | -- | -- | -- | -- | -- | -- | -- | -- | -- | -- | -- | -- | -- | -- | -- | -- |
| Futebol |   |   |   |    |    |    |    |    |    |    |    |    |    |    |    |    |    |    | 1  | 1  |

|  | Dia de competição |  | Dia de final |

## Sede
| Hamilton                         |
| -------------------------------- |
| Estádio Pan-Americano de Futebol |
| Capacidade: 24 000               |
|                                  |
| · Hamilton                       |

## Participantes
Um total de doze delegações enviaram equipes para as competições de futebol. Brasil, Canadá, México e Trinidad e Tobago participaram tanto do torneio masculino quanto do feminino.
Como na edição anterior, oito seleções classificaram-se em cada torneio, sendo que o masculino foi disputado por jogadores com até 22 anos e o feminino não teve limitação de idade.
| - ARG Argentina (18) - BRA Brasil (36) - CAN Canadá (36) - COL Colômbia (18) - CRC Costa Rica (18) - ECU Equador (18) | - MEX México (36) - PAN Panamá (18) - PAR Paraguai (18) - PER Peru (18) - TTO Trinidad e Tobago (36) - URU Uruguai (18) |

## Medalhistas
| Evento             | Ouro | Prata | Bronze |
| Masculino detalhes | Guillermo de Amores Sebastián Gorga Federico Ricca Mauricio Lemos Andrés Schettino Fabricio Formiliano Facundo Castro Juan Cruz Mascia Junior Arias Michael Santos Ignacio González Gastón Olveira Erick Cabaco Gastón Faber Fernando Gorriarán Nicolás Albarracín Mathías Suárez Brian Lozano URU Uruguai | Gibran Lajud Carlos Guzmán Hedgardo Marín Luis Alberto López José Abella José Van Rankin Jonathan Espericueta Uvaldo Luna Marco Bueno Ángel Zaldívar Carlos Cisneros Luis Cárdenas Jordan Silva Kevin Escamilla Michael Pérez Alfonso Tamay Martín Eduardo Zúñiga Daniel Álvarez MEX México | Jacsson Gilberto Bressan Luan Bruno Paulista Vinícius Freitas Barreto Dodô Erik Lima Lucas Piazón Clayton Andrey Tinga Gustavo Henrique Euller Rômulo Eurico Luciano BRA Brasil |
| Feminino detalhes  | Luciana Fabiana Mônica Rafaelle Thaisa Tamires Maurine Formiga Andressa Alves Andressa Machry Cristiane Bárbara Poliana Érika Gabi Zanotti Darlene Raquel Géssica BRA Brasil | Paula Forero Isabella Echeverri Natalia Gaitán Diana Ospina Daniela Montoya Ingrid Vidal Mildrey Pineda Oriánica Velásquez Catalina Usme Sandra Sepúlveda Ángela Clavijo Nataly Arias Tatiana Ariza Carolina Arias Leicy Santos Stefany Castaño COL Colômbia                                | Cecilia Santiago Kenti Robles Christina Murillo Greta Espinoza Valeria Miranda Jennifer Ruiz Nayeli Rangel Teresa Noyola Nancy Antonio Stephany Mayor Mónica Ocampo Pamela Tajonar Bianca Sierra Arianna Romero Mónica Alvarado Fabiola Ibarra Verónica Pérez María Sánchez MEX México |

## Quadro de medalhas
| Ordem | País         | Medalha de ouro | Medalha de prata | Medalha de bronze |   |
| ----- | ------------ | --------------- | ---------------- | ----------------- | - |
| 1     | BRA Brasil   | 1               |                  | 1                 | 2 |
| 2     | URU Uruguai  | 1               |                  |                   | 1 |
| 3     | MEX México   |                 | 1                | 1                 | 2 |
| 4     | COL Colômbia |                 | 1                |                   | 1 |
| TOTAL | TOTAL        | 2               | 2                | 2                 | 6 |